# Siedem dni w maju
Siedem dni w maju (ang. Seven Days in May) – amerykański film fabularny z 1964 roku w reżyserii Johna Frankenheimera.